# Tremolo (Plastic Tree)
Tremolo (トレモロ?, Toremoro) è il quinto singolo della rock band visual kei giapponese Plastic Tree. È stato pubblicato il 10 marzo 1999 dall'etichetta major Warner Music.
Nonostante sia ufficialmente indicato come singolo, in realtà si tratta di una sorta di EP data la presenza di quattro brani non presenti su alcun album, ma solo su successive raccolte; solo la title track verrà pubblicata su Parade, ma in una versione completamente riarrangiata. Il disco è stato stampato in una sola versione e contenuto in un packaging molto curato in forma di libro in cartoncino e carta pregiata, ed illustrato con gusto vittoriano.
Il titolo della a-side viene da un abbellimento consistente nel suonare una nota non in maniera lineare, ma vibrandone il suono per la sua durata al fine di creare un tremolìo; il testo della canzone segue un parallelismo con questa tecnica spostando il campo dalla musica (breve vibrazione sonora) all'amore (breve incertezza nei sentimenti).

## Tracce
Dopo il titolo è indicata fra parentesi "()" la grafia originale del titolo.
1. Tremolo (トレモロ?) - 4:33 (Ryūtarō Arimura)
2. Panorama (パノラマ?) - 3:31 (Ryūtarō Arimura, Tadashi Hasegawa - Tadashi Hasegawa)
3. Inori (祈り?) - 4:33 (Ryūtarō Arimura - Pete Seeger); cover di Turn! Turn! Turn!
4. 「Gessekai」 (「月世界」?) - 4:33 (Ryūtarō Arimura - Tadashi Hasegawa)

## Altre presenze
- Tremolo:
  - 23/08/2000 - Parade
  - 14/11/2001 - Plastic Tree Single Collection

- Panorama:
  - 14/11/2001 - Plastic Tree Single Collection

- Inori:
  - 26/10/2005 - Best Album

- 「Gessekai」:
  - 14/11/2001 - Plastic Tree Single Collection

## Formazione
- Ryūtarō Arimura - voce e seconda chitarra
- Akira Nakayama - chitarra e cori
- Tadashi Hasegawa - basso e cori
- TAKASHI - batteria